# ミッドナイトステージ館
ミッドナイトステージ館（ -かん）は、NHK衛星第2テレビジョン（BS2）が毎週土曜日0時45分から放送した演劇・舞台芸術の番組である。2007年3月までは毎週月曜日0時55分から放送された。2011年3月31日にBS2の閉局とともに、放送が終了した。これを引き継いだNHK BSプレミアムでは、毎月原則第1日曜日深夜にかかる月曜日0時台から5時まで「プレミアムステージ」を放送している

## 劇場中継
最近の小劇場演劇の作品を中心に放送した。冒頭にフリーアナウンサー田中奈緒子による解説があり、時に作品の演出家や俳優がゲストに呼ばれることもあった。

## 対談番組
2010年の3月までは、月のうち2回は「約30分の対談」と「舞台のビデオ放送」というフォーマットでシリーズ番組が放送された。
演劇はいま
2009年4月11日から2010年3月13日まで放送された。毎回「演劇のいま」を担う人物をゲストに呼び、演劇ジャーナリストの山口宏子（朝日新聞論説委員）による対談（30分）と、ゲストの関わった舞台のビデオ放送で構成される演劇番組であった。
昭和演劇大全集
2007年4月7日から2009年3月14日まで放送された。NHKが保存している昭和の時代の舞台中継を放送した。作品の見所と解説を演劇評論家の渡辺保が行い、聞き手は劇作家・女優の高泉淳子であった。
深夜劇場へようこそ
2002年4月8日から2007年3月12日まで放送された。舞台中継とその作品に関係する演出家や俳優へのインタビューで構成された。司会は、劇作家・横内謙介と俳優・植本潤のペアと、歌人で演劇評論家・林あまりと劇作家・鈴木裕美のペアが交互に担当した。
これら以前にも「新世紀演劇パレード」「20世紀演劇カーテンコール」「80年代演劇大全集－小さな劇場の大きな冒険」などの番組が放送された。